# 29 de noviembre
El 29 de noviembre es el 333.º (tricentésimo trigésimo tercer) día del año en el calendario gregoriano y el 334.º en los años bisiestos. Quedan 32 días para finalizar el año.

## Acontecimientos
- 528: en Samandag, en la costa del mar Mediterráneo, a 30 km de Antioquía (Turquía) se registra un terremoto de 6,9 grados en la escala sismológica de Richter y una intensidad de 10 a 11, que se siente igualmente en Siria y deja 5000 muertos.
- 529: en Beirut (Líbano) se registra un terremoto con una intensidad I = 9 a 10.
- 648: en las laderas del monte Tsurugi (Tokushima) y Shikoku (provincia de Kii, Japón) se registra un terremoto de 8,4 grados en la escala sismológica de Richter.
- 1223: en Roma, el papa Honorio III aprueba la Regla definitiva de San Francisco de Asís con la bula Solet annuere, la cual rige actualmente a la Orden de Frailes Menores.
- 1268: empieza el Cónclave de 1268-71, el más largo de la historia (con una duración de 34 meses) que finalizó con la elección como papa a Gregorio X.
- 1291: en Monteagudo de las Vicarías (España) Jaime II y Sancho IV firman el Tratado de Monteagudo.
- 1406: a 40 km al este de la reserva estatal Qaragol (Azerbaiyán) se registra un terremoto de 7 grados en la escala sismológica de Richter y una intensidad de 9, con epicentro a 30 km de profundidad.
- 1456 (Año Nuevo musulmán del año 861 de la hégira): en Erzincan (Turquía) se registra un terremoto, sin más datos.
- 1534: en Perú, la aldea de Jauja ―fundada el 25 de abril de este mismo año por Francisco Pizarro―, es trasladada a su actual emplazamiento.
- 1560: en Roma, el papa Pío IV proclama la bula de convocatoria del Concilio de Trento.
- 1604: en Colombia, se fundó el municipio de Cota ubicado en el departamento de Cundinamarca.
- 1610: en la frontera franco-suiza, a 10 km al suroeste de Basilea (Suiza) se registra un terremoto, sin más datos.
- 1732: en Irpinia (Italia), a las 7:40 se registra un terremoto de 6,6 grados en la escala sismológica de Richter e intensidad de 10 a 11, dejando un saldo de 1942 muertos.
- 1800: se aprueba e impone por ley la nueva unidad fundamental de medida llamada metro.
- 1807: el regente portugués Juan VI se embarca en Lisboa, con destino a Brasil, ante la amenaza napoleónica.
- 1811: en el mar adriático ocurre la Acción militar del 29 de noviembre de 1811, entre navíos franceses y británicos.
- 1830: en Varsovia se produce el Levantamiento de Noviembre, inicio de la revolución y contra el imperio ruso dominante.
- 1835: en Barcelona (España), el general Francisco Espoz y Mina declara el estado de sitio.
- 1844: en Chile, Joaquín de Ceballo funda la villa de Salamanca.
- 1869: Buenaventura Báez firma un tratado de anexión de la República Dominicana a Estados Unidos.
- 1877: en Nueva York, Thomas Edison presenta públicamente por primera vez el fonógrafo, un dispositivo para grabar y reproducir sonido. Reproduce la canción Mary had a little lamb (‘María tenía un corderito’).
- 1878: en España se aprueba la Ley Constitutiva del Ejército.
- 1879: en España, María Cristina de Austria se casa con el rey Alfonso XII.
- 1899: en Barcelona, España, se funda el Fútbol Club Barcelona.
- 1906: en Italia se funda la fábrica de automóviles Lancia.
- 1909: en la cordillera de los Andes se inaugura el túnel ferroviario que une Las Cuevas (Argentina) con Caracoles (Chile).
- 1927 en Sonora (México) se funda Ciudad Obregón.
- 1929: Richard Evelyn Byrd, explorador, marino y aviador estadounidense, sobrevuela el Polo Sur.
- 1929: Francia y la URSS firman un pacto de no agresión.
- 1936: en el contexto de la guerra civil española, el Gobierno Republicano amenaza con fuertes penas a quienes acaparen plata y metales preciosos.
- 1936: en el contexto de la guerra civil española, el ejército sublevado lanza un ataque sorpresa en Pozuelo de Alarcón, iniciando la Ofensiva de Pozuelo.
- 1939: comienza la Guerra de Invierno entre Finlandia y la antigua URSS debido a la negativa de Finlandia a ceder unas bases situadas en Hanko y en el golfo de Botnia.
- 1941: en el suroeste de la Rusia europea ―en el marco de la Segunda Guerra Mundial―, el ejército soviético reconquista la ciudad de Rostov del Don.
- 1942: en Uruguay se celebran elecciones generales. Resulta vencedora la fórmula Juan José de Amézaga-Alberto Guani. También son electas las primeras cuatro parlamentarias mujeres en la historia del Uruguay: Sofía Álvarez Vignoli, Julia Arévalo de Roche, Magdalena Antonelli Moreno e Isabel Pinto de Vidal.
- 1943: en Yugoslavia, Tito es ascendido a mariscal y recibe plenos poderes.
- 1944: en Estados Unidos, los cirujanos Alfred Blalock y Helen Taussig consiguen realizar con éxito una operación de anastomosis (shunt de Blalock-Taussig).
- 1944: Albania libera su territorio de los invasores alemanes y los comunistas toman el poder con Enver Hoxha como el líder.
- 1945: en los Balcanes se proclama la República Democrática Federal de Yugoslavia, siendo restablecida como Estado socialista.
- 1946: en Rafaela (provincia de Santa Fe, Argentina), se funda la Asociación Médica del Departamento Castellanos.
- 1947: en Nueva York, la Asamblea General de la ONU decide dividir el Mandato Británico de Palestina en dos estados, uno árabe y otro judío.
- 1951: a 5 metros bajo la superficie del sitio de pruebas nucleares de Nevada, Estados Unidos hace detonar la bomba atómica Uncle, de 1,2 kilotones. Es la última de la Operación Buster-Jangle, que durante un mes expuso de manera no voluntaria a unos 6500 soldados de infantería a siete explosiones atómicas con propósitos de entrenamiento.
- 1964: Boca Juniors empata 1 a 1 con River Plate como local y se consagra campeón de la Primera División (Argentina) nuevamente en un partido que quedó en la historia del Superclásico.
- 1969: en Buenos Aires, el grupo de rock argentino Almendra ―liderado por Luis Alberto Spinetta (1950-2012)― lanza su primer disco, Almendra.
- 1973: en la ciudad de Kumamoto (en el sur de Japón) mueren 104 personas en un incendio en una tienda de departamentos.
- 1973: sobre Costa de Marfil, un buitre moteado choca con un avión que volaba a 11 277 metros. Esto lo convierte en el ave capaz de volar a mayor altitud en todo el mundo.[1]
- 1979: en Ciudad del Vaticano, el papa Juan Pablo II publica la carta apostólica Inter Sanctos donde nombra a san Francisco de Asís el patrono de los ecólogos.
- 1984: en Palestina, el Consejo Nacional Palestino reelige a Yasser Arafat como presidente del Comité Ejecutivo de la OLP.
- 1984: Argentina y Chile firman el Tratado de paz y amistad que pone término al Conflicto del Beagle.
- 1991: Yugoslavia comienzan los acontecimientos que luego dan lugar a su disgregación.
- 2005: en el estado de Florida (Estados Unidos) se funda la micronación de British West Florida (Dominio de la Florida Occidental Británica), con capital en Pensacola. No ha sido reconocida por Estados Unidos ni por ninguna otra nación.
- 2007: en el Hospital Saint Bois de Montevideo (Uruguay) se inaugura el primer hospital de ojos de ese país.
- 2009: en Uruguay se realiza la segunda vuelta electoral de las elecciones presidenciales, donde José Mujica resulta ganador.
- 2010: el Real Madrid sufre una goleada por 5 goles a 0 dada por el Fútbol Club Barcelona

- 2012: en Nueva York (Estados Unidos), la Asamblea General de las Naciones Unidas le concede al Palestina el estatus de estado observador no miembro de la entidad, lo que representa un reconocimiento de facto a la existencia de ese estado.
- 2012: en Paraguay, raudales paralizan las ciudades de Gran Asunción, causando arrastre de vehículos y personas desaparecidas.
- 2013: en España, el canal de televisión Canal Nou deja de dar señal después de 24 años emitiendo.
- 2015: en Cataluña, se constituye la Joventut Socialista Unificada de Catalunya, referente juvenil del partido comunista PSUC Viu.[2]
- 2019: se publica en Spotify la canción con más reproducciones de la plataforma, «Blinding Lights» de The Weeknd
- 2021: En el Teatro del Châtelet, París, Lionel Messi gana el balón de oro 2021 en la edición masculina, premiado por la revista francesa France Football.

## Nacimientos
- 826: Guillaume de Septimania, aristócrata francés (f. 850).
- 968: Kazan, emperador japonés (f. 1008).
- 1189: Fernando de Castilla, infante de Castilla (f. 1211).
- 1206: Béla IV, rey húngaro (f. 1270).
- 1338: Leonel de Amberes, príncipe belga, hijo de Eduardo III de Inglaterra (f. 1368).
- 1466: Agostino Chigi, banquero y mecenas italiano (f. 1520).
- 1627: John Ray, naturalista británico (f. 1705).
- 1677: Guillaume Coustou, escultor francés (f. 1746).
- 1679: Antonio Farnesio, aristócrata italiano, duque de Parma (f. 1731).
- 1690: Cristián Augusto de Anhalt-Zerbst, militar y aristócrata alemán (f. 1747).
- 1728: Johann Gerhard Koenig, misionero, botánico y médico alemán (f. 1785).
- 1766: Maine de Biran, filósofo y psicólogo francés (f. 1824).
- 1781: Andrés Bello, humanista, poeta, filólogo, educador y jurista venezolano (f. 1865).
- 1783: Tomás de Anchorena, político y abogado argentino (f. 1847).
- 1784: Ferdinand Ries, compositor alemán (f. 1838).
- 1797: Gaetano Donizetti, compositor italiano (f. 1848).
- 1799: Amos Bronson Alcott, pedagogo y escritor estadounidense (f. 1888).
- 1803: Christian Doppler, físico y matemático austriaco (f. 1853).
- 1803: Gottfried Semper, arquitecto alemán (f. 1879).
- 1805: Friedrich Kasiski, militar, criptógrafo y arqueólogo prusiano (f. 1881).
- 1811: Wendell Phillips, abogado estadounidense (f. 1884).
- 1815: Ii Naosuke, señor feudal japonés (f. 1860).
- 1823: Manuel Durán y Bas, abogado y político español (f. 1907).
- 1825: Jean Martin Charcot, neurólogo francés (f. 1893).
- 1825: José Maria Latino Coelho, militar, escritor, periodista y político portugués (f. 1891).
- 1826: Saturnino Lizano Gutiérrez, presidente costarricense (f. 1905).
- 1829: José López Domínguez, militar y político español (f. 1911).
- 1832: Louisa May Alcott, escritora estadounidense (f. 1888).
- 1835: Cixí, emperatriz china (f. 1908).
- 1835: Higinio Aguilar, militar mexicano (f. 1927).
- 1839: Ludwig Anzengruber, dramaturgo, novelista y poeta austriaco (f. 1889).
- 1842: Jerónimo Ibrán, ingeniero español (f. 1910).
- 1848: John Ambrose Fleming, físico británico, pionero de la electrónica (f. 1945).
- 1853: Francisca Sarasate, escritora española (f. 1922).
- 1856: Theobald von Bethmann-Hollweg, político alemán (f. 1921).
- 1857: Franz Josef Niedenzu, botánico alemán (f. 1937).
- 1859: Cass Gilbert, arquitecto estadounidense (f. 1934).
- 1861: Spyridon Samaras, compositor griego (f. 1917).
- 1862: Gustav von Kahr, político alemán (f. 1934).
- 1863: Sijfert Hendrik Koorders, botánico neerlandés (f. 1919).
- 1865: Teresa Mañé Miravet, maestra, editora y escritora española, madre de Federica Montseny (f. 1939).
- 1869: Miguel Arnaudas, compositor y maestro de capilla español (f. 1936).
- 1870: Enric Prat de la Riba, político español (f. 1917).
- 1870: Andrea Beltrami, sacerdote salesiano italiano (f. 1897).
- 1870: Nicanor de las Alas Pumariño, político y escritor español (f. 1935).
- 1873: Matvei Muranov, revolucionario y político ruso (f. 1959).
- 1874: Antonio Egas Moniz, cirujano y político portugués (f. 1955).
- 1879: Mateo Morral, anarquista español (f. 1906).
- 1879: Jacob Gade, compositor y violinista danés (f. 1963).
- 1880: Sarbelio Navarrete, jurista nicaragüense (f. 1952).
- 1883: Enrique Pérez Serantes, obispo chileno (f. 1968).
- 1883: Francisco Romano Guillemin, pintor impresionista mexicano (f. 1950).
- 1884: Knud Jessen, botánico danés (f. 1971).
- 1886: Javier Goerlich Lleó, arquitecto español (f. 1972).
- 1890: Saturnino Cedillo, militar mexicano (f. 1939).
- 1890: Roberto Fernández Balbuena, arquitecto y pintor español (f. 1966).
- 1891: Julius Raab, político austriaco (f. 1964).
- 1895: Busby Berkeley, cineasta y coreógrafo estadounidense (f. 1976).
- 1895: William Vacanarat Shadrach Tubman, político liberiano (f. 1971).
- 1895: Yakima Canutt, actor estadounidense (f. 1985).
- 1895: Silvano Barba González, político mexicano (f. 1967).
- 1897: Josep Maria Millàs Vallicrosa, historiador español (f. 1970).
- 1897: Pedro Vallana, futbolista español (f. 1980).
- 1898: Clive Staples Lewis, escritor irlandés, anglicano y erudito (f. 1963).
- 1899: Emma Morano, supercentenaria italiana (f. 2017).
- 1899: Joan Oliver i Sellarès (Pere Quart), poeta y dramaturgo español en lengua catalana (f. 1986).
- 1899: Gustave Reese, musicólogo y profesor estadounidense (f. 1977).
- 1901: Mildred Harris, actriz estadounidense (f. 1944).
- 1902: Carlo Levi, escritor y pintor italiano (f. 1975).
- 1904: Giuseppe Cavalli, fotógrafo italiano (f. 1961).
- 1904: Carlos Torre Repetto, ajedrecista mexicano (f. 1978).
- 1904: Héctor Castro, jugador y entrenador de fútbol uruguayo (f. 1960).
- 1905: Marcel Lefebvre, obispo ultraconservador francés (f. 1991).
- 1908: Nedda Francy, actriz argentina (f. 1982).
- 1909: Héctor Gagliardi, poeta y letrista de tangos argentino (f. 1984).
- 1909: Kinuyo Tanaka, actriz japonesa (f. 1977).
- 1912: John Templeton, financiero y filántropo británico de origen estadounidense (f. 2008).
- 1913: María Esperanza Morales Mérida, profesora mexicana (f. 1990).
- 1914: Taisen Deshimaru, maestro budista japonés (f. 1982).
- 1915: Oscar Reutersvärd, artista sueco (f. 2002).
- 1915: Luis Tomasello, artista plástico argentino (f. 2014).
- 1916: Francisco Martínez Bermell, enólogo español (f. 2008).
- 1917: Merle Travis, cantante y compositor estadounidense (f. 1983).
- 1918: Madeleine L'Engle, escritora estadounidense (f. 2007).
- 1919: Manuel Pelegrina, futbolista argentino (f. 1992).
- 1919: Joe Weider, fisioculturista y empresario canadiense (f. 2013).
- 1919: Raúl Campero, militar y medallista olímpico mexicano (f. 1980).
- 1919: Frank Kermode, crítico literario británico (f. 2010).
- 1919: José Yglesias, escritor y periodista estadounidense (f. 1995).
- 1920: Joaquín Gutiérrez Cano, político y diplomático español (f. 2009).
- 1921: Dagmar, actriz estadounidense (f. 2001).
- 1921: Jackie Stallone, astróloga precursora de la rumpología. Madre de Sylvester Stallone y Frank Stallone (f. 2020).
- 1922: Miguel Ocampo, pintor, arquitecto y diplomático argentino (f. 2015).
- 1922: Hans-Werner Grosse, aviador alemán.
- 1922: Joan Colomines, médico, escritor y político español (f. 2011).
- 1924: Domingo Liotta, cardiólogo argentino, uno de los inventores del corazón artificial.
- 1925: Ernst Happel, futbolista y entrenador austríaco (f. 1992).
- 1925: Ignacio Sanuy, periodista, jurista y crítico e historiador musical español (f. 1995).
- 1925: Andrés Cuenca Saldívar, compositor y músico paraguayo (f. 1986).
- 1926: Béji Caïd Essebsi, político tunecino, presidente de Túnez entre 2014 y 2019 (f. 2019).
- 1928: Tahir Salahov, pintor azerbaiyano (f. 2021).
- 1932: Jacques Chirac, político francés, presidente de Francia entre 1995 y 2007 (f. 2019).
- 1932: Fernando Guillén, actor español (f. 2013).
- 1933: Julio Alemán, actor mexicano (f. 2012).
- 1933: John Mayall, músico británico (f. 2024).
- 1933: James Rosenquist, pintor estadounidense (f. 2017).
- 1934: Guillermo Sepúlveda "El Tigre", futbolista mexicano.
- 1934: Nicéphore Soglo, político beninés, Presidente del país entre 1991 y 1996.
- 1934: Shirō Kuramata, diseñador japonés (f. 1991).
- 1934: Mary Carter Reitano, tenista australiana.
- 1935: Diane Ladd, actriz estadounidense.
- 1935: Carlos Alonso Bedate, investigador español.
- 1938: Carlos Lapetra, futbolista español (f. 1995).
- 1938: Eduardo Suger, empresario y académico suizo-paraguayo.
- 1938: Catalina Speroni, actriz argentina (f. 2010).
- 1939: Concha Velasco, actriz, cantante, bailarina y presentadora de televisión española (f. 2023).
- 1939: Abdelmajid Lakhal, actor y director tunecino (f. 2014).
- 1939: Sandro Salvadore, futbolista italiano (f. 2007).
- 1939: Joel Whitburn,  escritor e historiador estadounidense.
- 1940: Arturo Cavero, cantante y músico peruano (f. 2009).
- 1940: Denny Doherty, músico canadiense, de la banda The Mamas & the Papas (f. 2007).
- 1940: Chuck Mangione, trompetista y compositor estadounidense de smooth jazz.
- 1940: Luis Alvarado Constenla, geógrafo y político chileno.
- 1941: Roberto Muñoz, beisbolista venezolano (f. 2012).
- 1942: Marco Martos, escritor, poeta y periodista peruano.
- 1942: Kunio Lemari, político y Presidente de las Islas Marshall (f. 2008).
- 1942: Nelson Ávila, político chileno.
- 1943: Maurizio Berlincioni, fotógrafo italiano.
- 1943: Josep Vicent Marqués, sociólogo y escritor español (f. 2008).
- 1945: Edmundo Rojas Soriano, político mexicano (f. 1987).
- 1945: Manel Comas, entrenador de baloncesto español (f. 2013).
- 1946: Juan Alberto Badía, conductor y periodista argentino (f. 2012).
- 1946: Silvio Rodríguez, cantautor cubano.
- 1946: Carlos Leopardi, dibujante e ilustrador argentino (f. 2004).
- 1946: Sergio Krešić, jugador y entrenador de fútbol hispano-croata.
- 1947: Petra Kelly, activista pacifista alemana (f. 1992).
- 1947: Ronnie Montrose, guitarrista estadounidense.
- 1947: Víctor Batallé, escritor, traductor y dramaturgo español.
- 1948: Yōichi Masuzoe, político japonés.
- 1948: David Rintoul, actor escocés.
- 1949: Bigote Arrocet, humorista chileno de origen argentino.
- 1949: Jerry Lawler, luchador profesional estadounidense.
- 1949: Garry Shandling, actor estadounidense (f.2016).
- 1951: Tonie Marshall, actriz y directora de cine francesa (f. 2020).
- 1952: Pedro Damián, productor, actor, director y escritor mexicano.
- 1952: John David Barrow, matemático, cosmólogo y divulgador científico británico.
- 1952: Gustavo Moncayo, activista colombiano (f. 2022).
- 1952: Jeff Fahey, actor estadounidense.
- 1952: José Obdulio Gaviria, abogado y político colombiano.
- 1953: Alex Grey, artista estadounidense.
- 1953: Rosemary West, asesina en serie británica.
- 1953: Alfredo Meckievi, político argentino.
- 1953: María Paz Andrés Sáenz de Santa María, jurista española.
- 1954: Joel Coen, cineasta estadounidense.

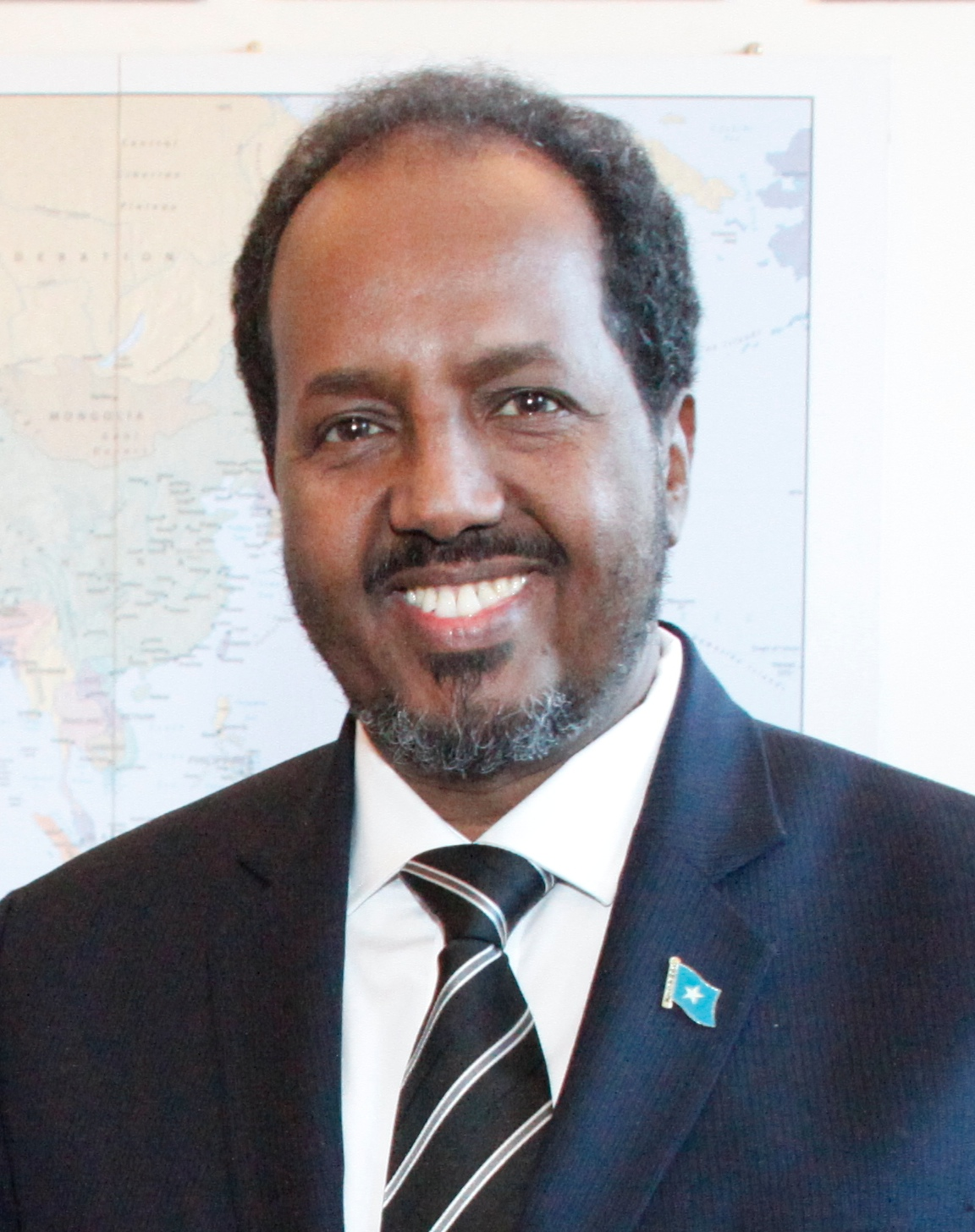
Hassan Sheikh Mohamud

- 1955: Hassan Sheikh Mohamud, educador, político y activista somalí, Presidente de Somalia entre 2012-2017 y desde 2022.
- 1955: Howie Mandel, presentador de televisión y actor canadiense.
- 1956: Jorge Telerman, político argentino.
- 1956: Lene Tranberg, arquitecta danesa.
- 1957: Jean-Philippe Toussaint, escritor y cineasta belga.
- 1957: Janet Napolitano, política y abogada estadounidense.
- 1958: Michael Dempsey, músico británico, de la banda The Cure.
- 1958: María Elena Moyano, luchadora social y dirigente vecinal peruana (f. 1992)
- 1959: Richard Ewen Borcherds, matemático británico.
- 1959: Urs Zimmermann, ciclista suizo.
- 1959: Manuel Espino, empresario y político mexicano.
- 1959: Rahm Emanuel, político estadounidense.
- 1961: Tom Sizemore, actor estadounidense (f. 2023).
- 1961: Tom Carroll, surfista australiano.
- 1962: José Carlos Martínez, político argentino (f. 2011).
- 1962: Santiago Luna, golfista español.
- 1962: Petra Lang, mezzosoprano alemana.
- 1962: Ricardo Buryaile, empresario y político argentino.
- 1964: Don Cheadle, actor estadounidense.
- 1965: Yutaka Ozaki, cantautor japonés (f. 1992).
- 1965: Jaume Cañellas, médico psiquiatra español.
- 1966: John Layfield, luchador estadounidense.
- 1966: Marcelo Birmajer, escritor y guionista de cine argentino.
- 1967: Gabriel Brazenas, árbitro de fútbol argentino.
- 1968: Dee Brown, baloncestista estadounidense.
- 1968: Nicho Hinojosa, cantante mexicano.
- 1968: Matt Darey, DJ y productor de origen británico.
- 1968: Jonathan Knight, cantante estadounidense, de la banda New Kids on the Block.
- 1969: Kasey Keller, futbolista estadounidense.
- 1969: Mariano Rivera, beisbolista panameño.
- 1969: Pierre van Hooijdonk, futbolista neerlandés.
- 1969: Gabriel Guerrisi, guitarrista argentino.
- 1970: Frank Delgado, músico estadounidense, de la banda Deftones.
- 1970: Paola Turbay, actriz y modelo colombo-estadounidense.
- 1971: Laura Seco, política española.
- 1972: Jamal Mashburn, baloncestista estadounidense.
- 1972: Diego Ramos, actor argentino.
- 1972: Roger Shah, compositor de música electrónica y productor alemán.
- 1972: Paco Sanz, futbolista español.
- 1972: Brian Baumgartner, actor estadounidense.
- 1973: Ryan Giggs, futbolista galés.
- 1973: Dick van Burik, futbolista neerlandés.
- 1974: Risto Mejide, publicista y presentador español.
- 1974: Roman Šebrle, atleta checo.
- 1974: Esther López, jugadora de voleibol española.
- 1974: Cyril Dessel, ciclista francés.
- 1975: Patrick Matthews, bajista australiano, de las bandas The Vines y Youth Group.
- 1976: Anna Faris, actriz estadounidense.
- 1976: Michalis Kakiouzis, baloncestista griego.
- 1976: Greg Emslie, surfista sudafricano.

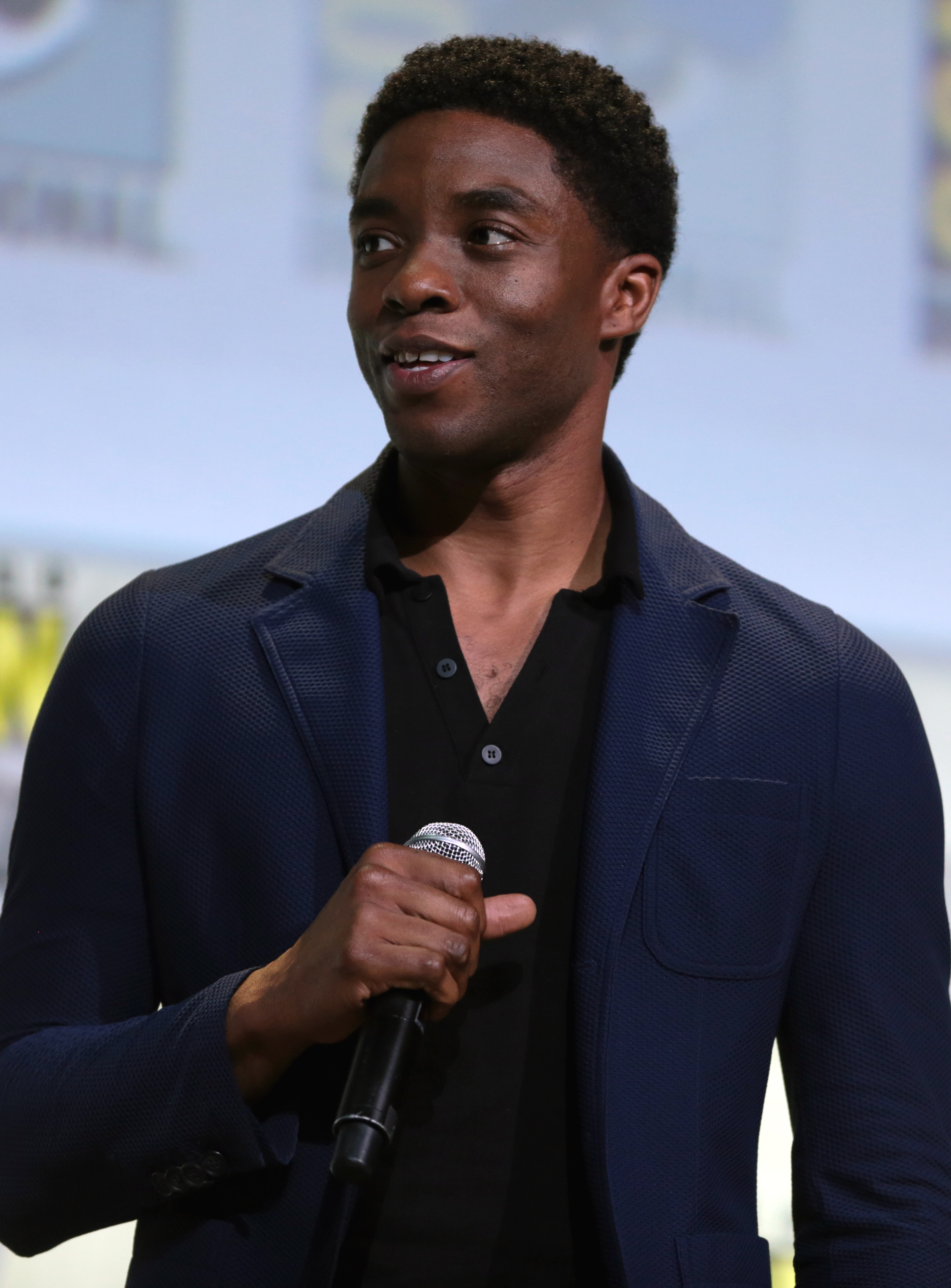
Chadwick Boseman

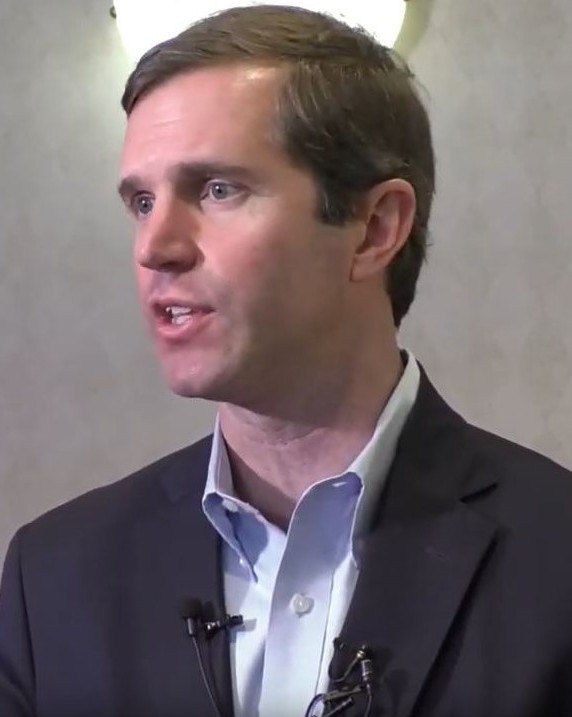
Andy Beshear

- 1977: Iván Heyn, economista y político argentino (f. 2011).
- 1977: Chadwick Boseman, actor, guionista y dramaturgo estadounidense (f. 2020).
- 1977: Andrew Panko, baloncestista estadounidense.
- 1977: Andy Beshear, abogado y político estadounidense, Gobernador de Kentucky desde 2019.
- 1978: Cristian Ledesma, futbolista argentino.
- 1978: Lauren German, actriz estadounidense.
- 1978: Ludwika Paleta, actriz polaco-mexicana.
- 1978: Benjamín Vicuña, actor y empresario chileno.
- 1978: José Luis Acciari, futbolista y entrenador argentino.
- 1978: Andriy Vorobey, futbolista ucraniano.
- 1979: The Game, rapero estadounidense.
- 1979: Michael Lamey, futbolista neerlandés.
- 1980: Juan David Rodríguez, cantante chileno.
- 1980: Jaime Bellolio, político chileno.
- 1980: Chun Jung-myung, actor surcoreano.
- 1980: Óscar McFarlane, futbolista panameño.
- 1981: Guillermo Quiroz, beisbolista venezolano.
- 1982: John Mensah, futbolista ghanés.
- 1982: Souleymane Youla, futbolista guineano.
- 1982: Lucas Black, actor estadounidense.
- 1982: Gemma Chan, actriz británica.
- 1982: Shirley Marulanda, actriz colombiana.
- 1982: János Balogh, futbolista húngaro.
- 1982: Sébastien Delfosse, ciclista belga.
- 1982: Krystal Steal, actriz porno estadounidense.
- 1983: Yauheni Hutarovich, ciclista bielorruso.
- 1983: Lee Kyu-hyung, actor surcoreano.
- 1984: Rasmus Lindgren, futbolista sueco.
- 1984: Katlego Mphela, futbolista sudafricano.
- 1984: Beatrice Rosen, actriz franco-estadounidense.
- 1985: Shannon Brown, baloncestista estadounidense.
- 1987: Wayne Ellington, baloncestista estadounidense.
- 1988: Damon Harrison, jugador estadounidense de fútbol americano.
- 1989: Dominic Adiyiah, futbolista ghanés.
- 1990: Diego Boneta, actor y cantante mexicano.
- 1993: Stefon Diggs, jugador estadounidense de fútbol americano.
- 1993: Manuel Lazzari, futbolista italiano.
- 1994: Julius Randle, baloncestista estadounidense.
- 1995: Laura Marano, actriz estadounidense.
- 1996: Lawrence Ati-Zigi, futbolista ghanés.
- 1996: Charlotte Atkinson, nadadora británica.
- 1996: Leire Baños, futbolista española.
- 1996: Gonçalo Guedes, futbolista portugués.
- 1996: Heidi Long, remera británica.
- 1996: Christian Gray, futbolista y maestro de escuela neozelandés.
- 1997: Giuseppe Pezzella, futbolista italiano.
- 1998: Tabea Schendekehl, remera alemana.
- 1998: Alice Bellandi, yudoca italiana.
- 1999: Barry Lauwers, futbolista neerlandés.
- 1999: Zachery Bradford, atleta estadounidense.
- 1999: Marija Tolj, atleta croata.
- 2000: Williams Alarcón, futbolista chileno.
- 2000: Raúl Lobaco, baloncestista español.
- 2000: George Manangoi, atleta keniana.
- 2000: Oliver Dustin, atleta británico.
- 2000: Yann Aurel Bisseck, futbolista alemán.
- 2000: Aleksandr Shevchenko, tenista ruso.
- 2001: Markel Arana, futbolista español.
- 2002: Yunus Musah, futbolista estadounidense.
- 2002: Santiago Tamayo Gómez, futbolista colombiano.
- 2002: César Pérez Maldonado, futbolista chileno.
- 2002: Zachary Svajda, tenista estadounidense.

## Fallecimientos
- 524: Ahkal Mo' Naab' I, ahau de Palenque (n. 465).
- 561: Clotario I, rey de los francos (n. 497).
- 1039: Adalberón de Eppenstein, noble centroeuropeo (n. 980).
- 1268: Clemente IV, papa italiano (n. 1202).
- 1290: Leonor de Castilla, infanta de Castilla y reina consorte de Inglaterra (n. 1241).
- 1314: Felipe IV, rey francés (n. 1268).
- 1330: Roger Mortimer, aristócrata inglés (n. 1287).
- 1378: Carlos IV, emperador alemán (n. 1316).
- 1393: León V de Armenia, rey de Armenia (n. 1342).
- 1463: María de Anjou, reina consorte de Francia (n. 1404).
- 1502: Francesco di Giorgio, arquitecto, escultor y pintor italiano (n. 1439).
- 1530: Thomas Wolsey, político y cardenal inglés (n. 1471).
- 1594: Alonso de Ercilla, soldado y poeta español (n. 1533).
- 1630: Teodosio II de Braganza, noble portugués (n. 1568).
- 1632: Federico V del Palatinado, elector Palatino y rey de Bohemia (n. 1596).
- 1632: Fray Pedro Carranza, religioso español (n. 1567).
- 1643: Claudio Monteverdi, compositor italiano (n. 1567).
- 1735: Bernardo de Hoyos, religioso jesuita español (n. 1711).
- 1765: Antoine Joseph Dezallier d'Argenville, naturalista, abogado e historiador de arte francés (n. 1680).
- 1769: Alamgir II, emperador mogol de la India (n. 1699).
- 1780: María Teresa I de Austria, emperatriz alemana (n. 1717).
- 1793: Antoine Barnave, político francés, miembro de la Asamblea Constituyente (n. 1761).
- 1794: Sofía Federica de Mecklemburgo-Schwerin, princesa de Dinamarca (n. 1758).
- 1819: Federico Luis de Mecklemburgo-Schwerin, noble alemán (n. 1778).
- 1828: Manuel Antonio de la Cerda, abogado y político nicaragüense (n. 1780).
- 1832: Karl Asmund Rudolphi, botánico y zoólogo alemán de origen sueco (n. 1771).
- 1835: Catalina de Württemberg, aristócrata alemana (n. 1783).
- 1841: María Teresa Aycinena y Piñol, religiosa guatemalteca (n. 1784).
- 1842: Francisco Javier de Uriarte y Borja, marino y militar español (n. 1753).
- 1847: Marcus Whitman, médico y misionero estadounidense (n. 1802).
- 1852: Nicolae Bălcescu, soldado, historiador y periodista rumano (n. 1819).
- 1855: Joaquín de San Martín, militar y político centroamericano (n. 1770).
- 1856: Frederick William Beechey, militar, dibujante, naturalista y geógrafo inglés (n. 1796).
- 1865: Ventura de la Vega, poeta y autor dramático español (n. 1807).
- 1869: Giulia Grisi, cantante de ópera italiana (n. 1811).
- 1872: Horace Greeley, periodista y político estadounidense (n. 1811).
- 1873: Claude Gay, científico franco-chileno (n. 1800).
- 1875: Iván Kurátov, poeta y traductor ruso (n. 1839).
- 1880: José María Orense, periodista y político español (n. 1803).
- 1884: Gregorio Cruzada Villaamil, historiador, periodista y político español (n. 1832).
- 1894: Ceferino González, filósofo y prelado español (n. 1831).
- 1894: Juan Nepomuceno Méndez, político mexicano, presidente entre 1876 y 1877 (n. 1824).
- 1898: Ángel Ganivet, escritor y diplomático español (n. 1865).
- 1900: Gustav Hartlaub, médico y zoólogo alemán (n. 1814).
- 1901: Francisco Pi y Margall, político español, presidente de la República en 1873 (n. 1824).
- 1909: Carlos Teodoro de Baviera, príncipe bávaro (n. 1839).
- 1911: Bernarda Toro, revolucionaria cubana (n. 1852).
- 1915: Luigi Capuana, escritor italiano (n. 1839).
- 1918: Antonio Gastón de Orleans-Braganza, príncipe de Brasil (n. 1881).
- 1924: Giacomo Puccini, compositor italiano (n. 1858).
- 1925: Eduardo Scarpetta, actor y autor italiano (n. 1853).
- 1927: Enrique Gómez Carrillo, escritor guatemalteco (n. 1873).
- 1936: Ricardo Torres Reina, Bombita, torero español (n. 1879).
- 1939: Philipp Scheidemann, político alemán (n. 1865).
- 1940: Bonaventura Bassegoda i Amigó, escritor y arquitecto español (n. 1862).
- 1941: Zoya Kosmodemiánskaya, partisana soviética, Heroína de la Unión Soviética (n. 1923).
- 1943: Vicente Piniés Bayona, abogado y político español (n. 1875).
- 1957: Erich Wolfgang Korngold, compositor austríaco (n. 1897).
- 1957: Ciro Redondo, revolucionario cubano (n. 1931).
- 1958: Mario Benzing, escritor y traductor italiano (n. 1896).
- 1960: Manuel Bernabé, poeta filipino (n. 1890).
- 1963: Ernesto Lecuona, intérprete y compositor de música cubano (n. 1895).
- 1964: Benjamin Carroll Tharp, botánico y docente estadounidense (n. 1885).
- 1965: Nicolás Repetto, político y médico argentino (n. 1871).
- 1965: Edmundo Bianchi, escritor anarquista uruguayo (n. 1880).
- 1967: Antonio Castillo Lastrucci, escultor español (n. 1878).
- 1969: Diamond Jenness, antropólogo canadiense (n. 1886).
- 1970: Nina Ricci, diseñadora de moda (n. 1883).
- 1971: Edith Tolkien, musa de su esposo, J. R. R. Tolkien (n. 1889).
- 1971: Juan Oropeza, jurista, escritor, diplomático y docente venezolano (n. 1906).
- 1972: Carl Stalling, compositor estadounidense (n. 1891).
- 1974: James J. Braddock, boxeador estadounidense (n. 1905).
- 1974: Ouida Bergère, guionista y actriz estadounidense (n. 1886).
- 1974: Haroldson Hunt, magnate del petróleo estadounidense (n. 1889).
- 1974: Peng Dehuai, militar chino (n. 1898).
- 1975: Tony Brise, piloto británico de automovilismo (n. 1952).
- 1975: Graham Hill, piloto de automovilismo británico (n. 1929).
- 1976: José María Arizmendiarrieta, sacerdote español (n. 1915).
- 1977: Antonio Hernández Carpe, pintor español (n. 1923).
- 1980: Dorothy Day, periodista estadounidense, activista social, oblata benedictina, anarquista cristiana, y miembro devota de la Iglesia Católica (n. 1897).
- 1981: Natalie Wood, actriz estadounidense (n. 1938).
- 1981: Thomas H. Marshall, sociólogo británico (n. 1893).
- 1982: Hermann Balck, militar alemán (n. 1893).
- 1982: Percy Williams, atleta canadiense (n. 1908).
- 1984: Gotthard Günther, filósofo alemán (n. 1900).
- 1985: Claes Christian Olrog, ornitólogo sueco (n. 1912).
- 1986: Cary Grant, actor anglo-estadounidense (n. 1904).
- 1987: Víctor Yturbe, cantante de boleros mexicano (n. 1936).
- 1987: Irene Handl, actriz británica (n. 1901).
- 1989: José León Delestal, escritor, poeta, dramaturgo y periodista español (n. 1921).
- 1991: Frank Yerby, escritor estadounidense (n. 1916).
- 1991: Ralph Bellamy, actor estadounidense (n. 1904).
- 1992: Federico Lohse, pintor chileno (n. 1912).
- 1992: Robert F. Simon, actor estadounidense (n. 1908).
- 1993: Horia Sima, político rumano (n. 1907).
- 1996: Dan Flavin, artista, escultor y arquitecto estadounidense (n. 1933).
- 1998: Roy Benavidez, soldado estadounidense (n. 1935).
- 1998: Fermín Sanz-Orrio y Sanz, abogado y político español (n. 1901).
- 1999: Carmen Díez de Rivera, política española (n. 1942).
- 1999: Kazuo Sakamaki, militar japonés (n. 1918).
- 1999: Herbert Freudenberger, psicólogo estadounidense (n. 1926).

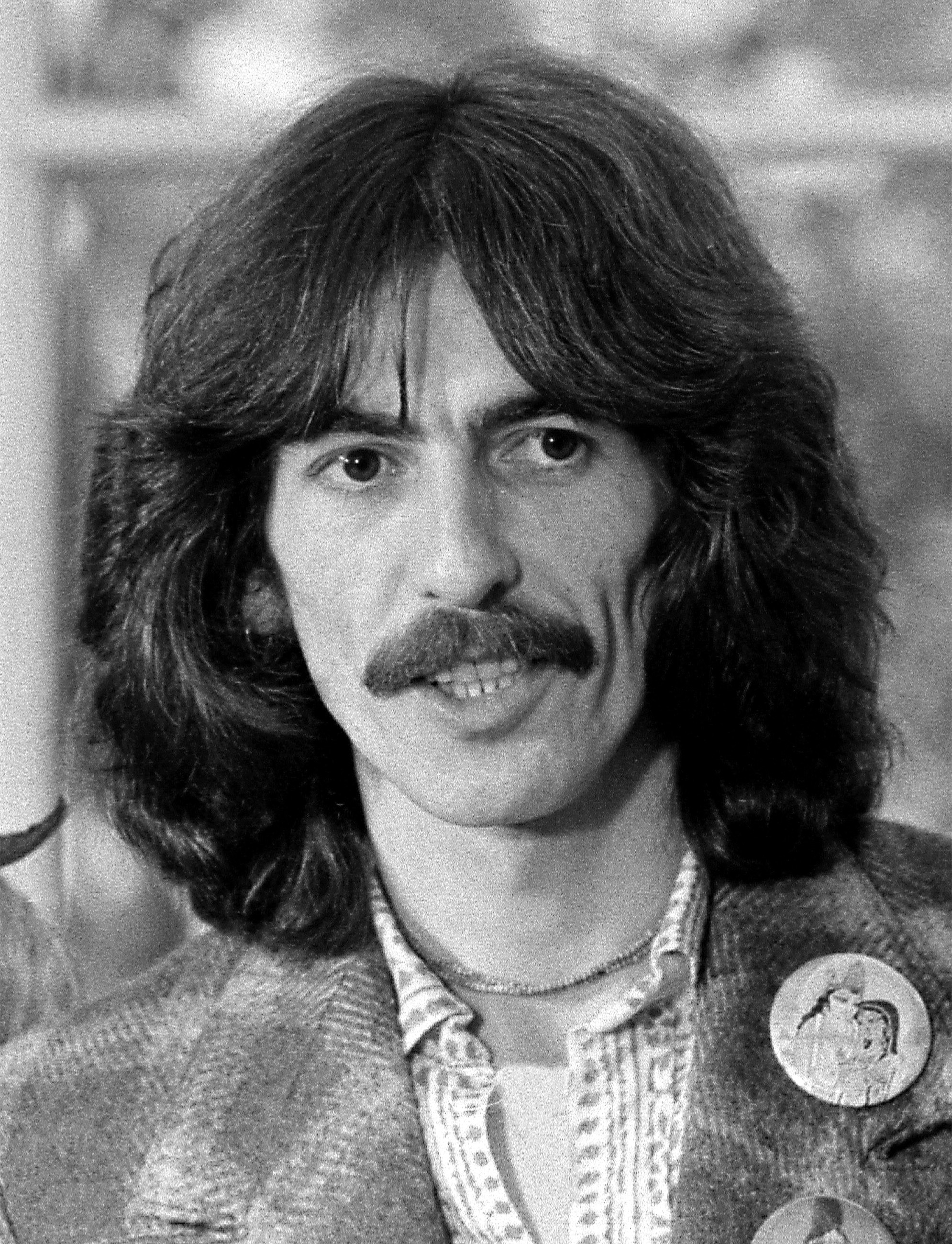
George Harrison.

- 2001: George Harrison, guitarrista y compositor británico, de la banda The Beatles (n. 1943).
- 2001: Víktor Astáfiev, escritor ruso (n. 1924).
- 2001: Awang Usman, poeta malayo (n. 1929).
- 2002: Daniel Gélin, actor y director estadounidense (n. 1921).
- 2002: John Justin, actor británico (n. 1917).
- 2004: John Drew Barrymore, actor estadounidense (n. 1932).
- 2004: Herminio Barrera, cineasta, realizador y productor colombiano (n. 1948).
- 2006: Allen Carr, escritor británico (n. 1934).
- 2007: Ralph Beard, baloncestista estadounidense (n. 1927).
- 2007: Juan Antonio Guajardo Anzaldua, político mexicano (n. 1958).
- 2008: Ulises Dumont, actor argentino (n. 1937).
- 2008: Mario Monicelli, cineasta y guionista italiano (n. 1915).
- 2008: Jørn Utzon, arquitecto danés (n. 1918).
- 2010: Bela Ajmadúlina, poetisa y traductora rusa (n. 1937).
- 2010: Peter Hofmann, tenor alemán (n. 1944).
- 2010: Maurice Wilkes, investigador inglés (n. 1913).
- 2010: Mario Monicelli, director de cine y guionista italiano (n. 1915).
- 2011: Guillermo O'Donnell, politólogo argentino (n. 1936).
- 2014: Mark Strand, poeta, ensayista y traductor estadounidense (n. 1934).
- 2016: Luis Alberto Monge Álvarez, político costarricense, presidente de Costa Rica entre 1982 y 1986 (n. 1925).
- 2016: Marcos Danilo Padilha, futbolista brasileño (n. 1985).
- 2017: Slobodan Praljak, político, militar y criminal de guerra bosniocroata (n. 1945).
- 2017: Augusto Cárdich, ingeniero agrónomo, investigador y arqueólogo peruano-argentino (n. 1923).
- 2019: Yasuhiro Nakasone, político japonés, primer ministro de Japón entre 1982 y 1987 (n. 1918).
- 2019: Aschira, astróloga, cantante lírica y presentadora española que hizo carrera en Argentina (n. 1930).
- 2020: Ben Bova, escritor de ciencia ficción estadounidense (n. 1932).[3]
- 2021: Arlene Dahl, actriz estadounidense (n. 1925).
- 2022: Andrés Balanta, futbolista colombiano (n. 2000).
- 2023: Henry Kissinger, político estadounidense, premio nobel de la paz en 1973 (n. 1923).
- 2024: Wayne Northrop, actor estadounidense (n. 1947).

## Celebraciones
- Día Internacional del Jaguar.[4][5]
- Día Mundial del Oso Hormiguero.[4]

Salud
- Día Mundial de la Neurología. En conmemoración del natalicio de Jean Martin Charcot, médico francés considerado el padre de la neurología. Esta fecha sirve para reconocer la labor de los neurólogos, y para destacar la importancia de esta especialidad médica.
- Día Internacional del Neurólogo.
- Día de Concientización sobre el Síndrome de Menkes. Enfermedad rara, caracterizada por la neurodegeneración y anomalías del tejido conectivo por la dificultad del organismo para absorber el cobre. La selección de la fecha de celebración de esta efeméride es debido a que el número atómico del cobre es el 29.

Política
- Día Internacional de Solidaridad con el Pueblo Palestino.
- Día Internacional de las Defensoras de Derechos Humanos.

 Por países
(Por orden alfabético)
- Albania: 
  - Día de la Liberación.

- Argentina:
  -  Misiones: 
    - Día Provincial del Yaguareté.[4][5][6][7]
    - Día Provincial del Tamanduá.[4]

- Estados Unidos:
  - Día de los Saludos Electrónicos.
(en inglés: Electronic Greetings Day).
  - Día de Protección del Paquete.
(en inglés: Package Protection Day).
  - Día Nacional del Chocolate.
(en inglés: National Chocolates Day).
  - Día del Pastel de Crema de Limón.
(en inglés: National Lemon Cream Pie Day).

- México: 
  - Día Nacional de la Lucha contra el Cáncer de Próstata. De acuerdo con datos del Instituto de Seguridad y Servicios Sociales de los Trabajadores del Estado (ISSSTE), este tipo de cáncer es la primera causa de enfermedad y muerte masculina en México. Si es diagnosticado de manera temprana y es tratado en sus etapas iniciales, es curable en 85 por ciento de los casos.

- República Dominicana: 
  - Día del Fumigador.

- Venezuela:  
  - Día del Escritor. En honor al natalicio de Andrés Bello.

### Santoral católico
- San Álvaro Pelagio.[8]
- San Brandán de Birr.[8]
- San Demetrio.[8]
- San Filomeno.[8]
- Santa Iluminada de Todi.[8]
- San Jacobo de Sarug.[8]
- San Paramón.[8]
- San Radbodo.[8]
- San Saturnino de Cartago.[8]
- San Saturnino de Tolosa.[8][9]
- Beato Alfredo Simón Colomina.[8]
- Beato Dionisio de la Natividad.[8]
- Beato Eduardo Burden.[8]
- Beato Federico de Ratisbona.[8]
- Beato Guillermo Gigson.[8]
- Beato Guillermo Knight.[8]
- Beato Jorge Errington.[8]
- Beato Redento de la Cruz.[8]

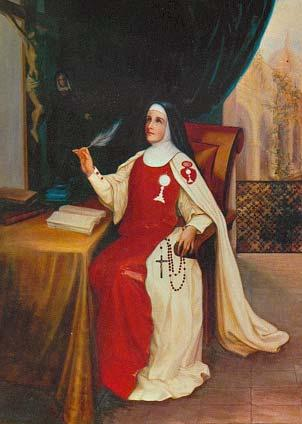
Retrato de María Magdalena de la Encarnación.

- Beata María Magdalena de la Encarnación.[8](imagen ilustrativa).

 Por países
(Por orden alfabético)
- España:
  - Pamplona: Festividad de san Saturnino, patrón de la ciudad.